# موزه هنر اسلامی دوحه
موزه هنر اسلامی در دوحه (به عربی: متحف الفن الإسلامی فی الدوحة) تأسیس ۲۰۰۸، نام یک موزه هنر از دوران اسلامی است که در پایتخت کشور قطر قرار دارد.
معمار این بنا آی. ام. پی، معمار معروف آمریکایی است. در مراسم گشایش این موزه، یو-یو ما نوازنده معروف آمریکایی هنرنمایی نمود.

## نگارخانه

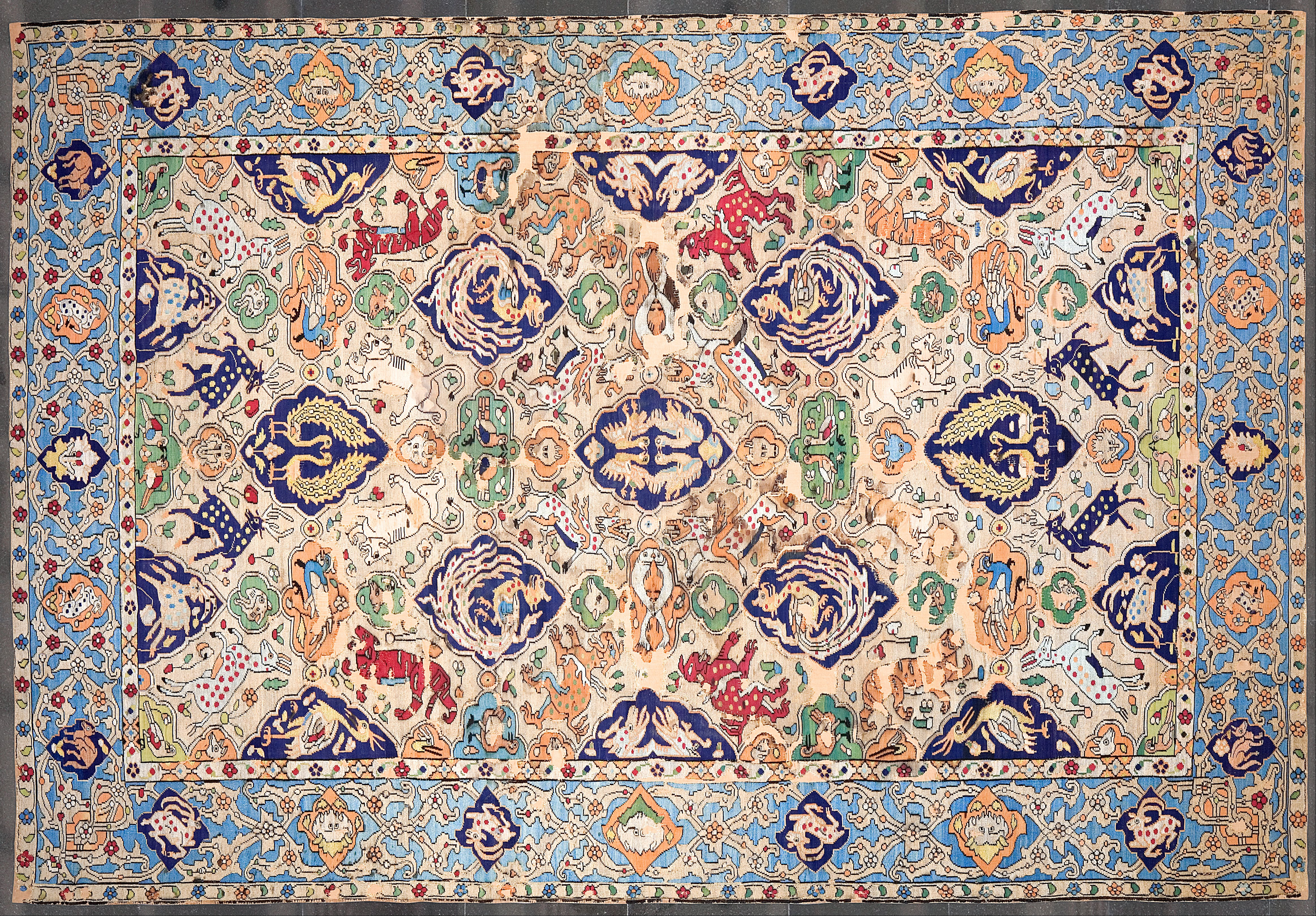
یک پردهٔ نگارین ایرانی از جنس ابریشم، متعلق به عهد صفوی
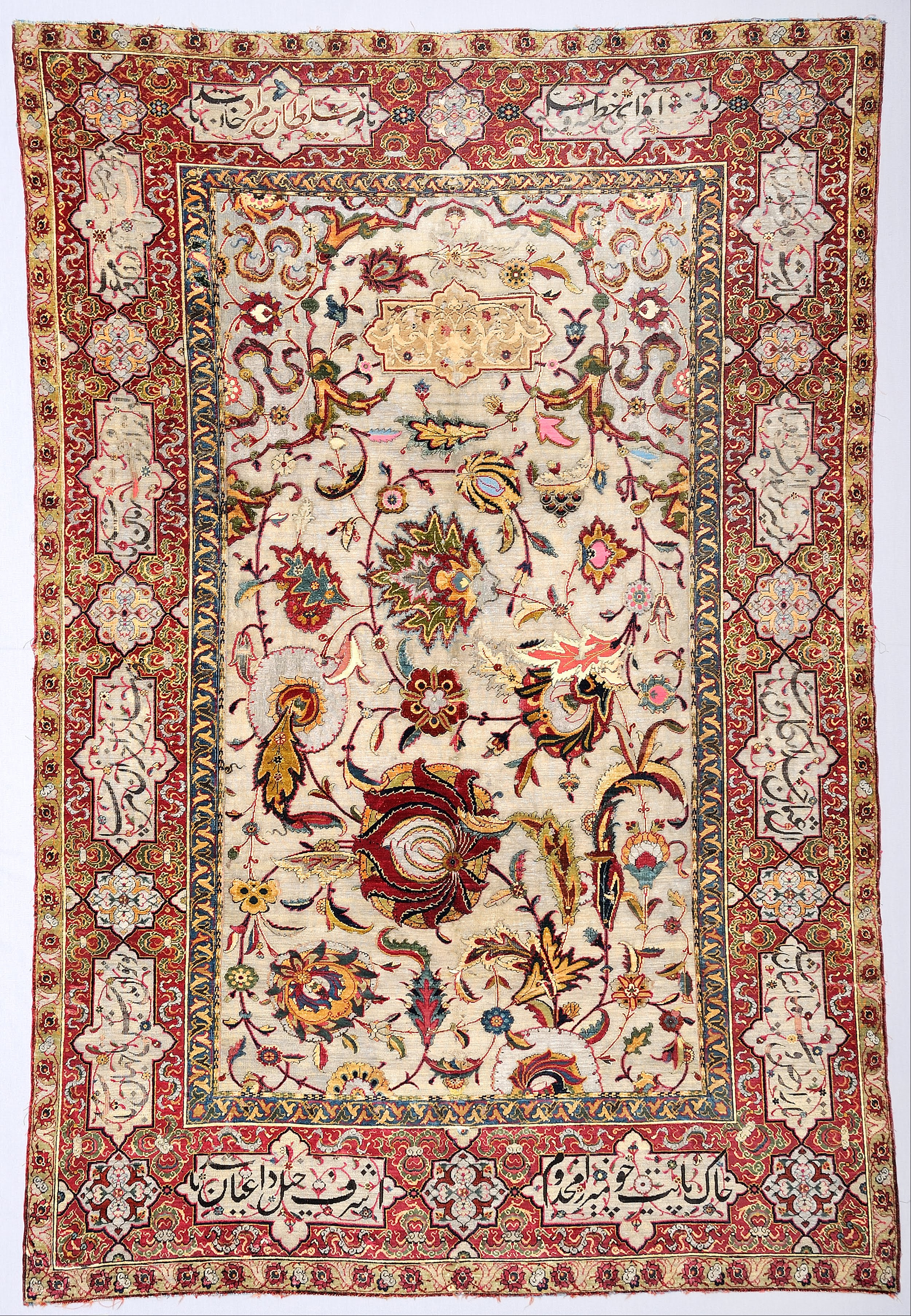
قالی ایرانی از جنس ابریشم متعلق به سده ۱۶ میلادی
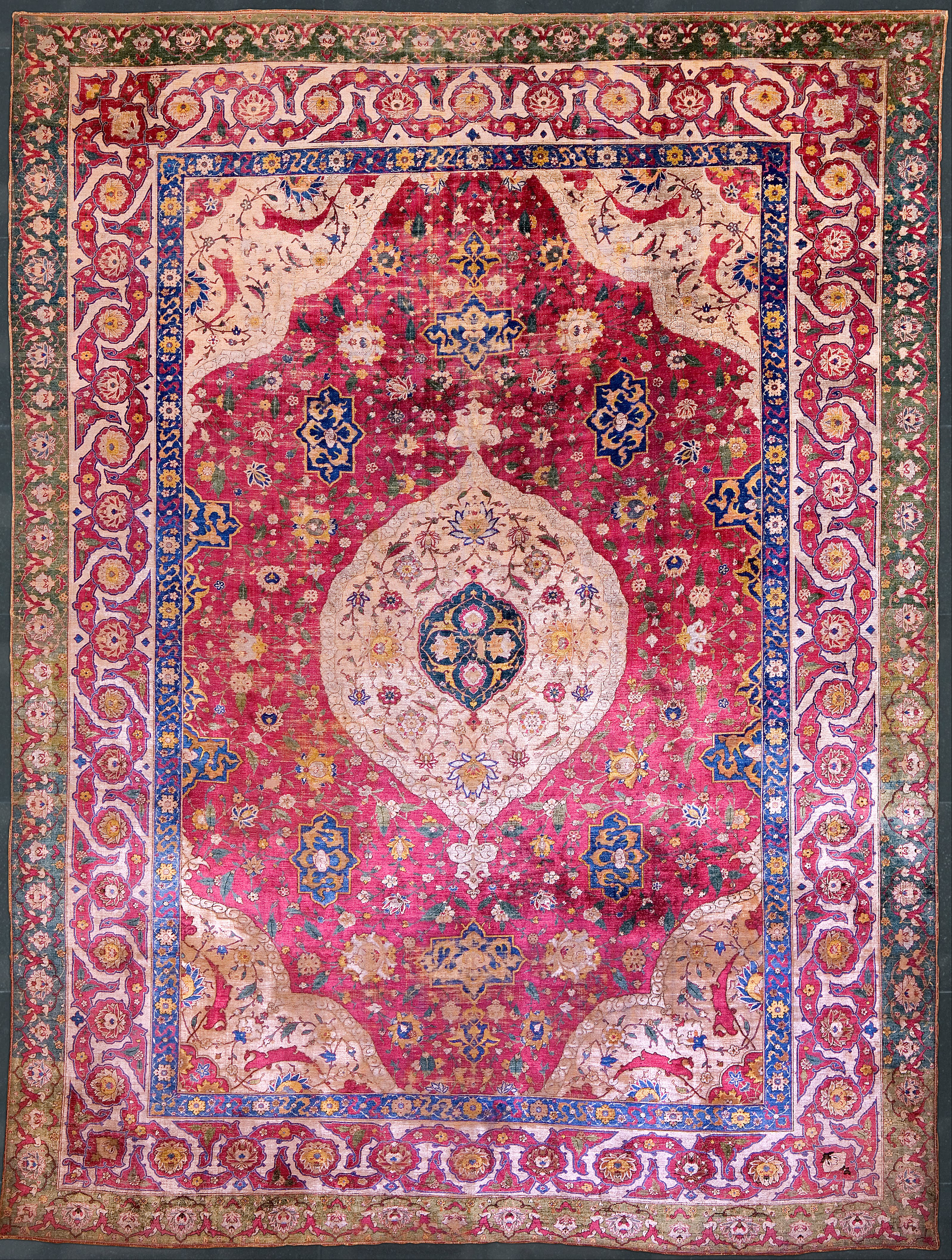
قالی ایرانی از جنس ابریشم متعلق به نیمهٔ سده ۱۶ م.
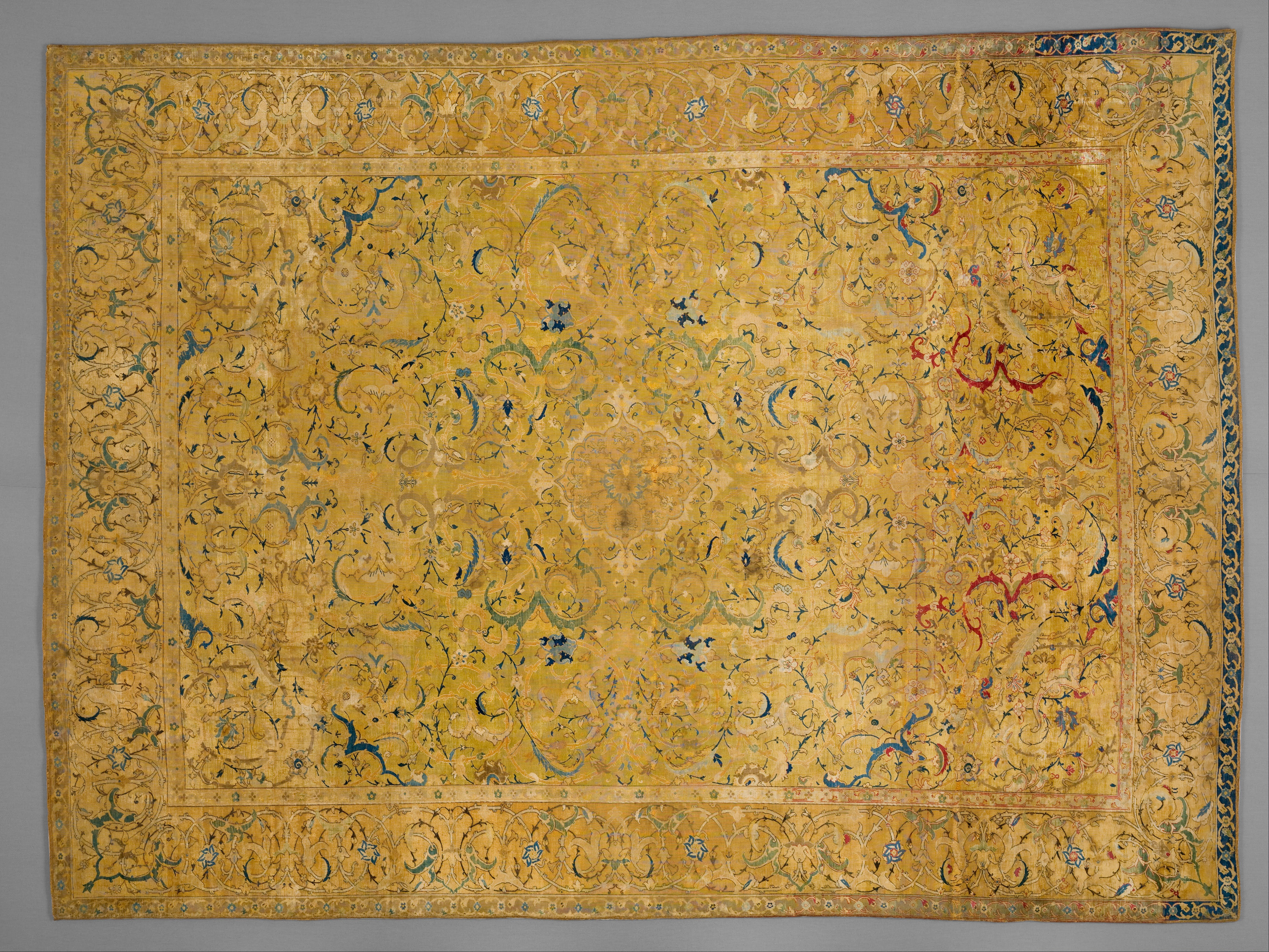
قالی ایرانی از جنس ابریشم متعلق به سده ۱۶ م.
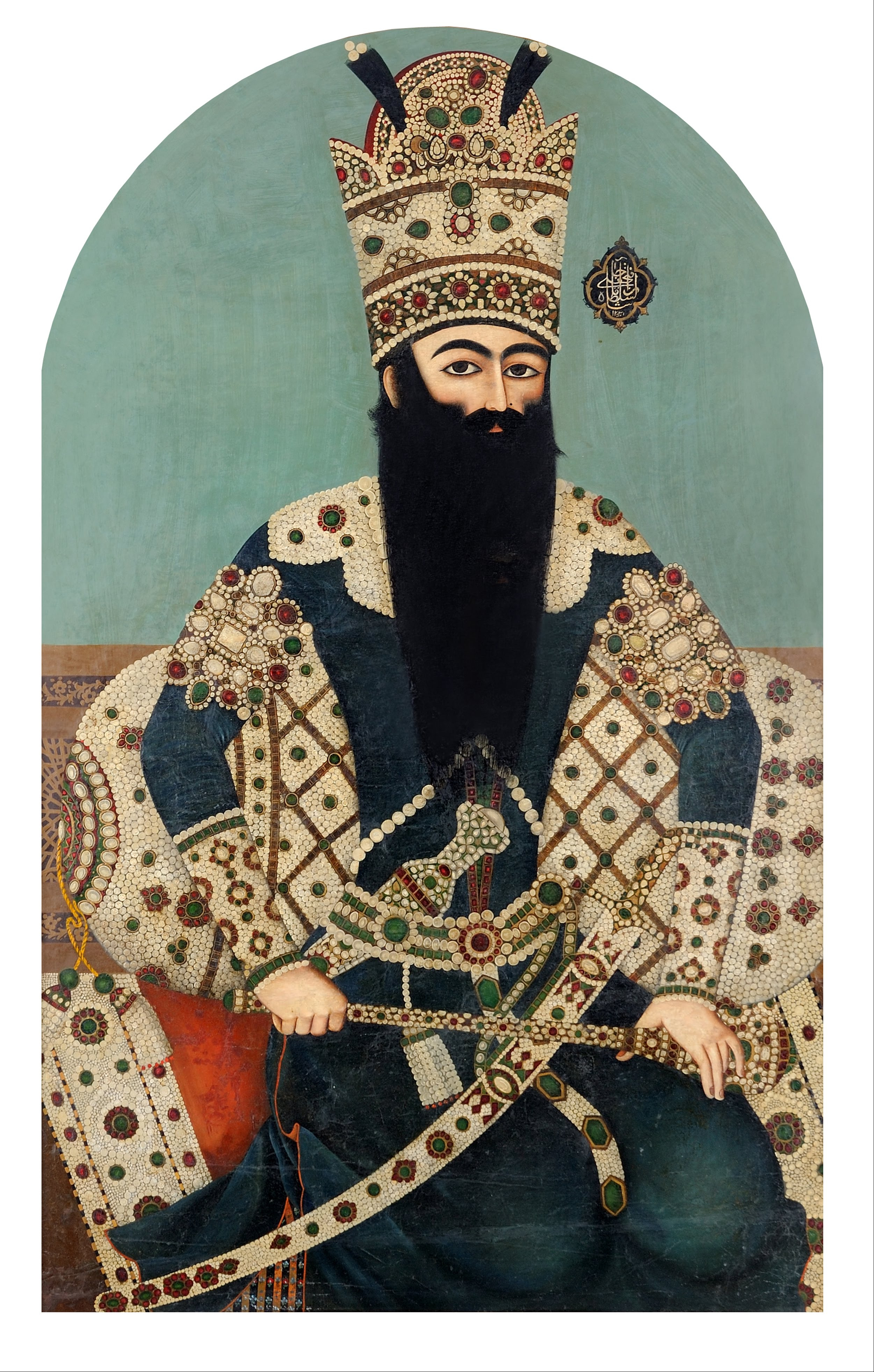
پرتره فتحعلی‌شاه قاجار با مُهر سلطنتی
پارچه ابریشمی ایرانی متعلق به سده ۱۷ میلادی
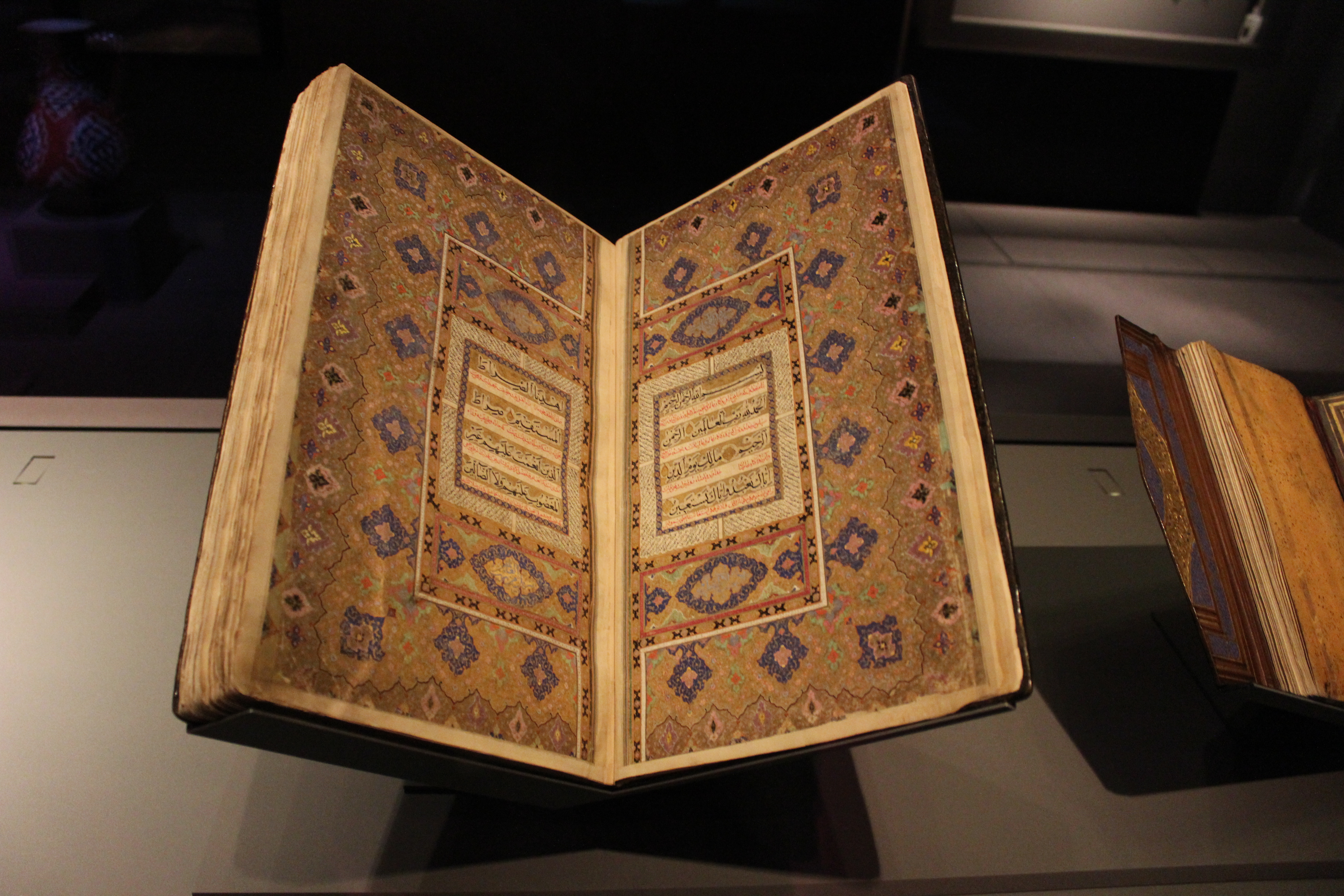
قرآن نفیس ایرانی
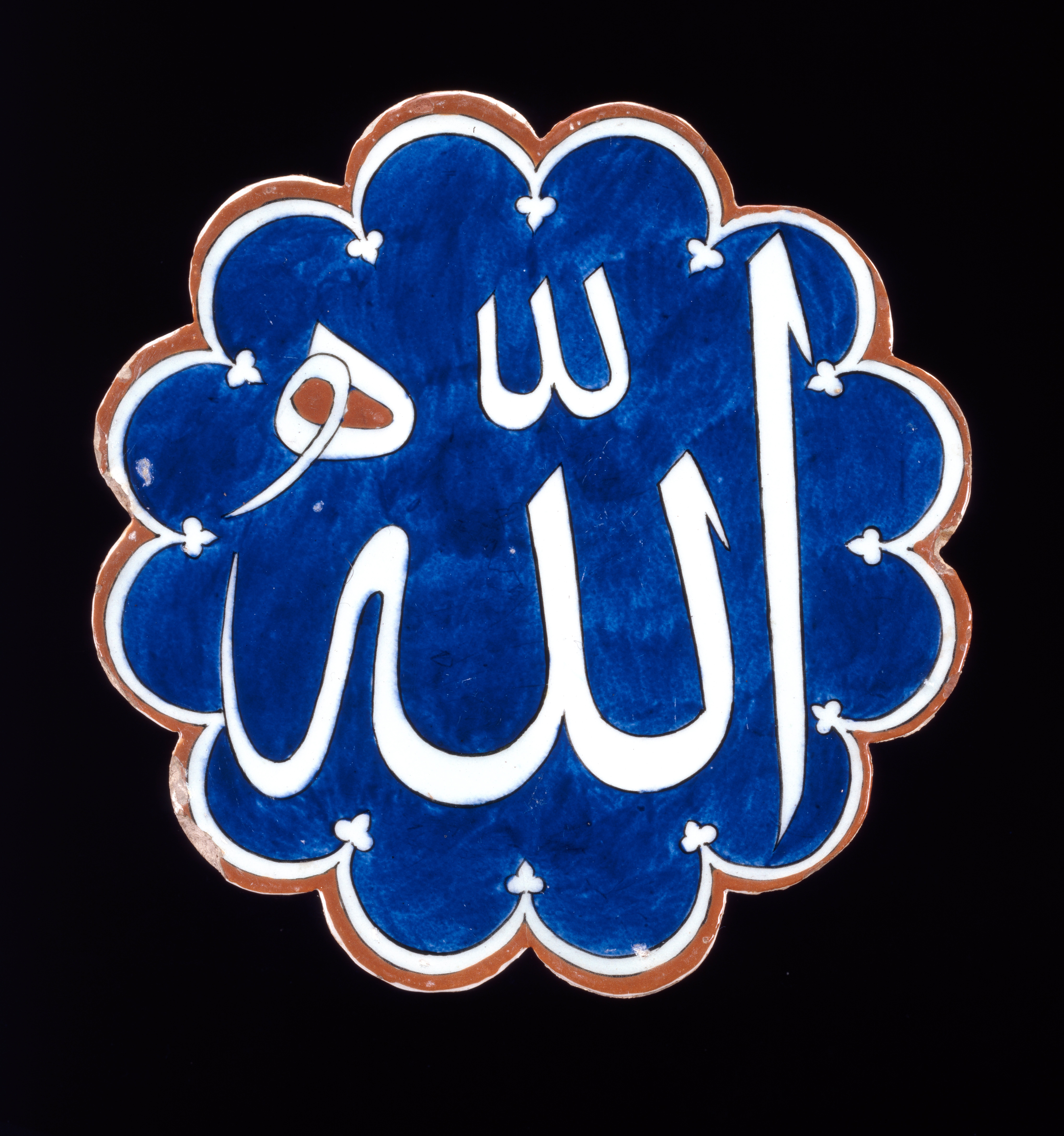
کاشی عثمانی مزین به نام الله
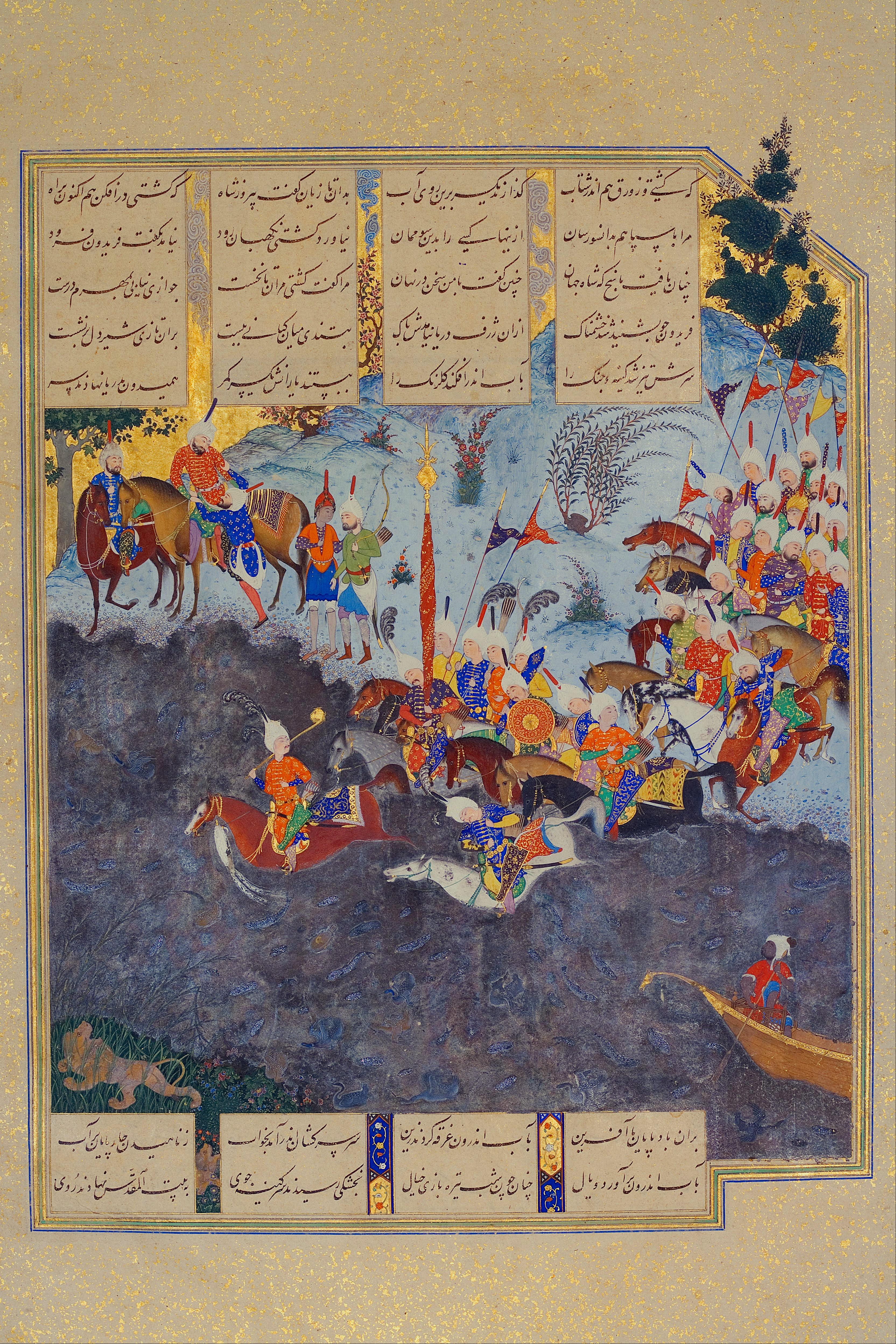
برگی از شاهنامه طهماسبی
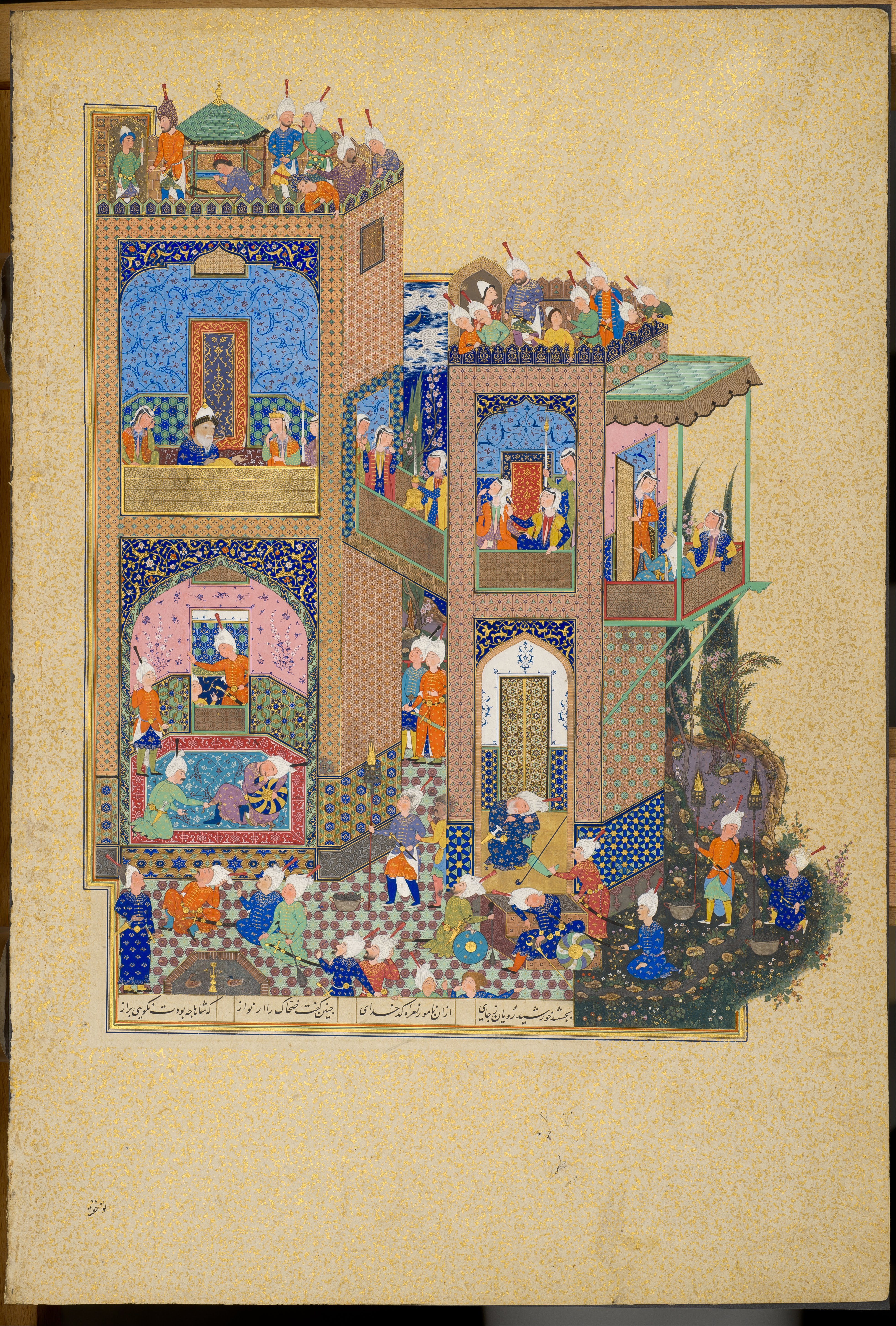
برگی از شاهنامه طهماسبی
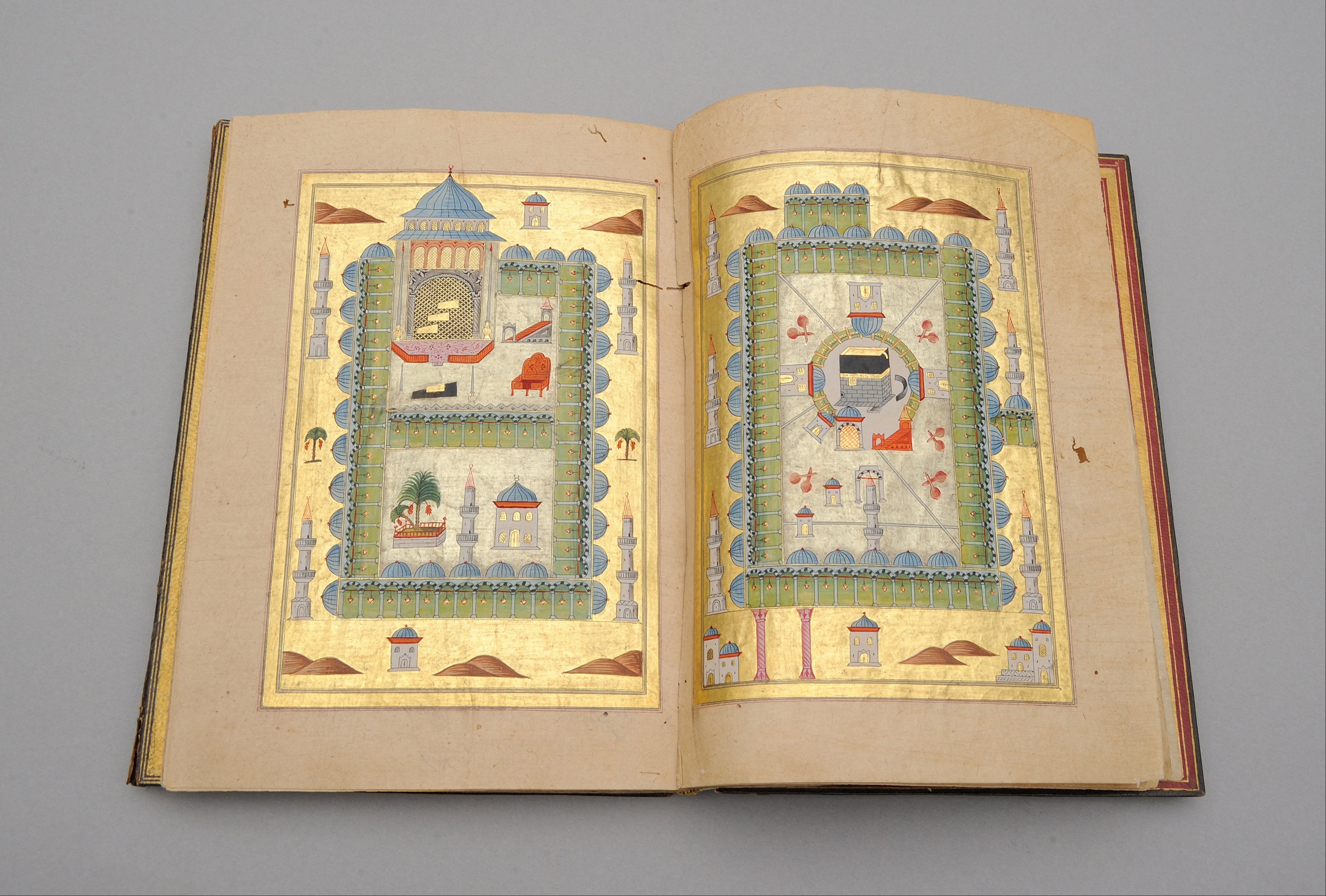
کتاب دلایل الخیرات با نگارگری عثمانی
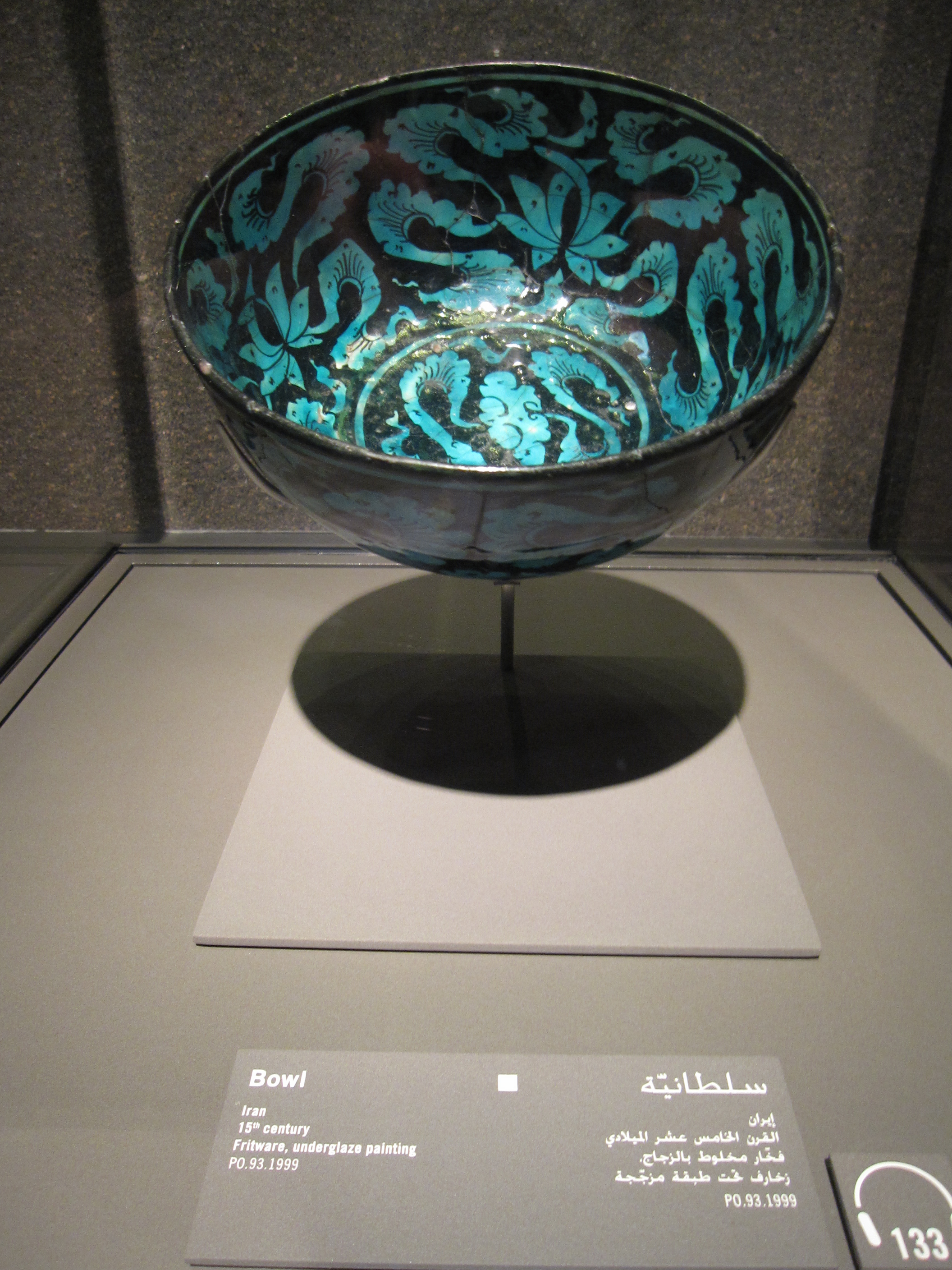
کاسه سُفالی فیروزه‌ای ایرانی، متعلق به سده ۱۵ میلادی
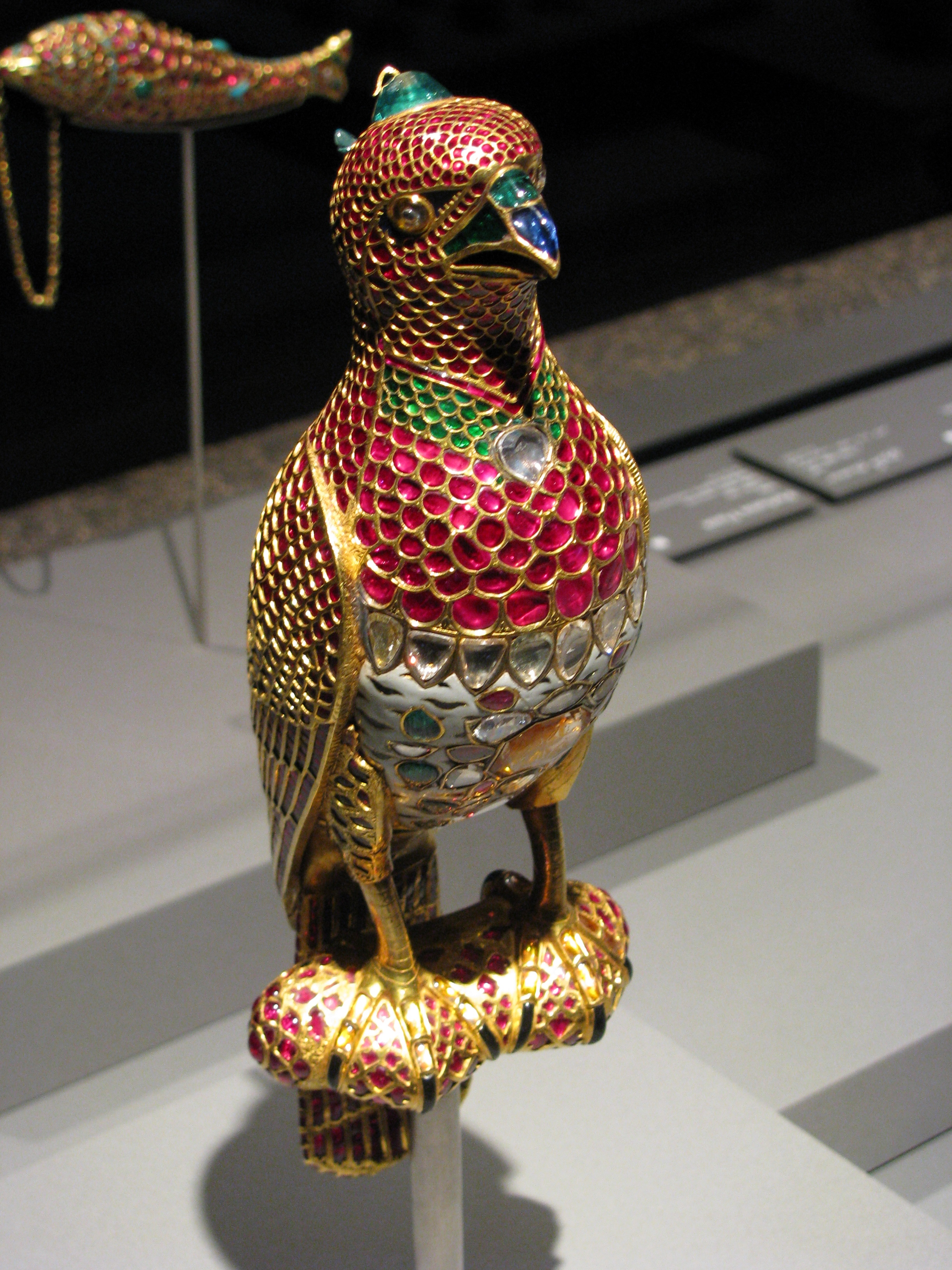
گنجینه مُغولی
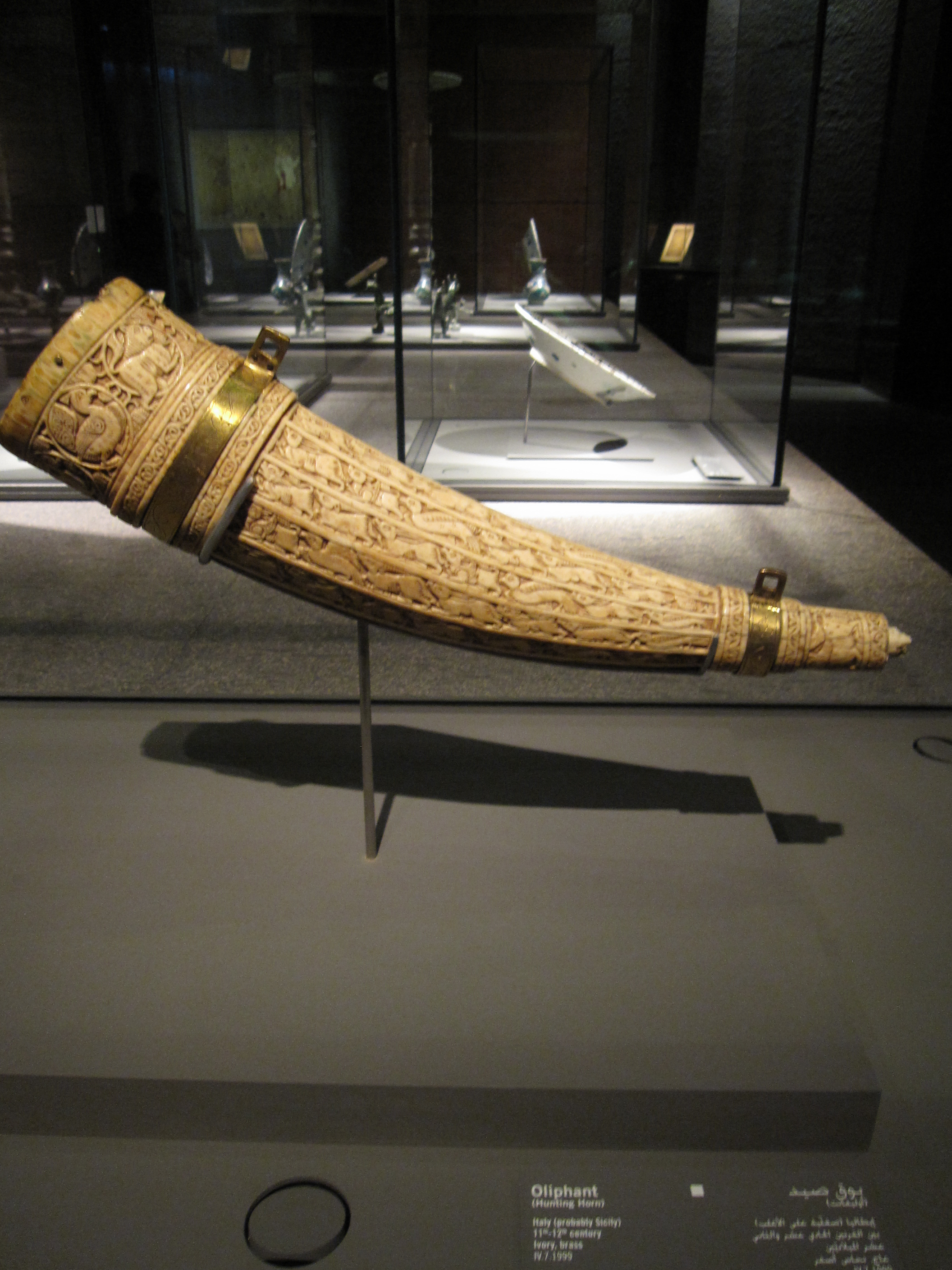
بوق عاج
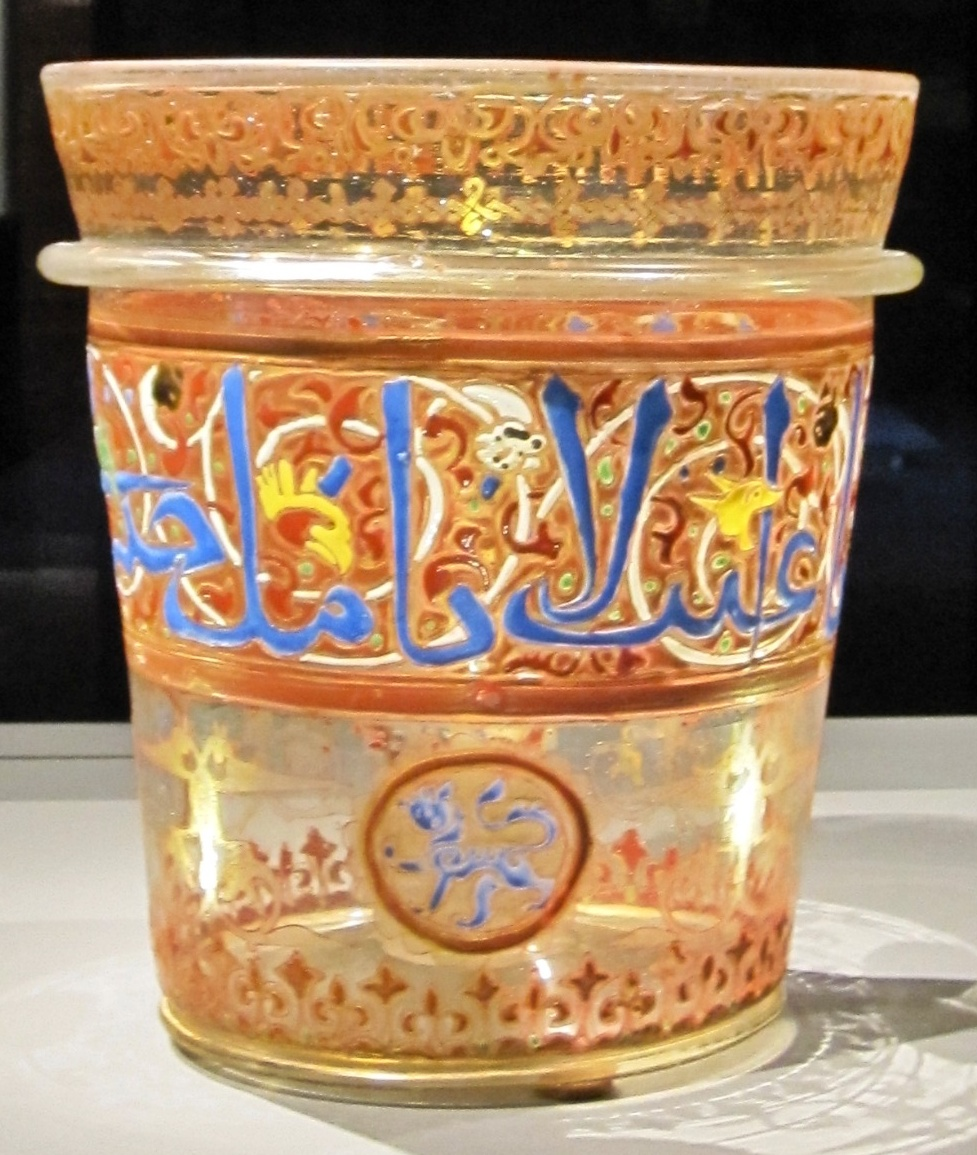
سطل قرن چهاردهم